# Gymnosporia obbadiensis
Gymnosporia obbadiensis är en benvedsväxtart som beskrevs av Emilio Chiovenda. Gymnosporia obbadiensis ingår i släktet Gymnosporia och familjen Celastraceae. Inga underarter finns listade.